# Reglamentarismo de la prostitución
El reglamentarismo de la prostitución es un modelo teórico jurídico que  considera que la prostitución es necesaria socialmente y debe ser  controlada por el Estado. El reglamentarismo utiliza un sistema de control sanitario y policial, que es ejercido únicamente sobre las prostitutas y no sobre los clientes consumidores, con el objetivo de prevenir contagios masivos de enfermedades venéreas. La prostitución es permitida en ciertas zonas delimitadas.

Aspectos policiales (erradicación de elementos potenciales de desorden social) y sobre todo médicos (preocupación creciente de los higienistas ante el gran miedo de las enfermedades venéreas) confluyeron en la gestación de tal normativa, y el prostíbulo reglamentado vino a ser el resultado de un compromiso estratégico entre Familia y Estado, en una sociedad de vigilancia y disciplina social.

El reglamentarismo sostiene la despenalización del trabajo sexual.